# Ти (людина року Тайм)

Обкладинка випуску за 25 грудня 2006 року. Сіра область — це відображаюча дзеркальна поверхня.

У 2006 році журнал Тайм вирішив визнати Людиною року мільйони людей, які анонімно вносять створений ними вміст у вікі та інші вебсайти, такі як Вікіпедія, YouTube, Myspace, Facebook, а також численні інші вебсайти, вміст яких створюють самі користувачі.
На обкладинці Time було написано:
|  | Так, ти. Ти контролюєш Інформаційну Добу. Ласкаво просимо до твого світу. |

Крім цього, на обкладинці журналу зображений монітор із срібною дзеркальною поверхнею, котрий за зовнішнім виглядом нагадує плеєр YouTube. Раніше в Time YouTube назвали «винаходом року», хоча «винайшли» його роком раніше.